# Cantonul Aubagne-Ouest
Cantonul Aubagne-Ouest este un canton din arondismentul Marseille, departamentul Bouches-du-Rhône, regiunea Provence-Alpes-Côte d'Azur, Franța.

## Comune
- Aubagne (parțial, reședință)
- La Penne-sur-Huveaune